# سوپرمسیو گیمز
سوپرمسیو گیمز (انگلیسی: Supermassive Games) نام یک شرکت توسعه‌دهنده بازی ویدئویی می باشد که در گیلفورد انگلستان مستتفر است. این شرکت با باندای نامکو انترتینمنت شریک بوده و سازنده مجموعه بازی های دارک پیکچرز: مرد مدان، آنتیل داون و بزرگ سیاره کوچک می باشد.